# Estía
Estía (en griego Εστία) es un diario de tirada nacional griego, publicado en Atenas. Es independiente políticamente pero se le considera muy conservador. A nivel lingüístico, utiliza aún el antiguo dialecto kazarévusa en vez del dialecto oficial, la dimotikí.
- Datos: Q1370164
- Multimedia: Estia / Q1370164